# Wittbek
Wittbek (dänisch: Vedbæk) ist eine Gemeinde an der Treene im Kreis Nordfriesland in Schleswig-Holstein.

## Geographie

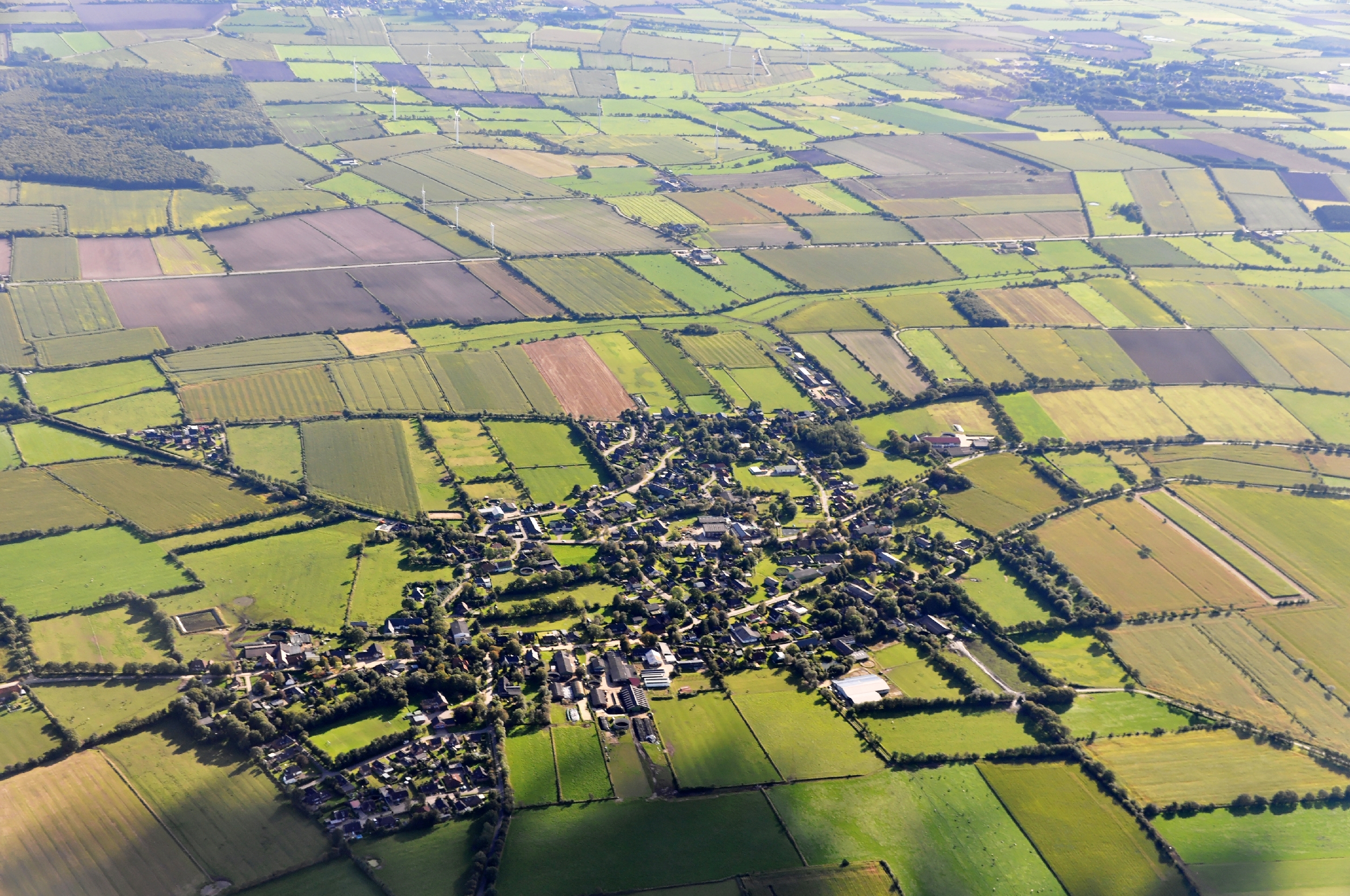
Luftbild von Wittbek

Die Gemeinde befindet sich inmitten der Schleswigschen Geest auf einem Höhenzug westlich der Treene-Niederung. In kurzer Distanz jenseits der südlichen Gemeindegrenze befindet sich in der Nachbargemeinde Ostenfeld der Sandesberg, mit 53,5 Metern die höchste Erhebung im Kreis Nordfriesland.
Neben dem Hauptort befinden sich im Gemeindegebiet auch die Ortsteile Osterwittbekfeld, Westerwittbekfeld und Sprüng.

## Geschichte
Wittbek wurde erstmals 1423 als Widbeke erwähnt. Der Ortsname setzt sich aus dem dänischen Wort für Bach (dän. bæk, niederdt. bek) und dem als Witt ins Niederdeutsche übernommene dänische Wort für Wald (altdänisch with, neudänisch ved) zusammen. Der Ortsname bedeutet somit etwa Waldbach.
Bis zum Deutsch-Dänischen Krieg 1864 war der Ort Teil des Kirchspiels Ostenfeld (Østerfjolde Sogn) innerhalb der Südergoesharde im zu Dänemark gehörenden Herzogtum Schleswig. Nach Annexion der Herzogtümer Schleswig und Holstein durch Preußen wurde aus dem Kirchspiel eine Kirchspielslandgemeinde mit den drei Dorfschaften Ostenfeld, Winnert und Wittbek gebildet. Am 1. April 1934 wurde die Kirchspielslandgemeinde Ostenfeld aufgelöst. Alle ihre Dorfschaften, Dorfgemeinden und Bauerschaften wurden zu selbständigen Gemeinden/Landgemeinden, so auch Wittbek.
Laut Husumer Nachrichten nahm Adolf Hitler die Ehrenbürgerschaft Wittbeks an, da das Dorf fünfmal hintereinander mit allen Stimmen für die NSDAP gestimmt hatte. Inzwischen wurde die Ehrenbürgerschaft aufgehoben.

## Politik

### Gemeindevertretung
Bei der Kommunalwahl am 14. Mai 2023 wurden insgesamt 11 Sitze vergeben. Von diesen erhielt die A-Active Wählergemeinschaft Wittbek sechs Sitze und die Allgemeine Wählergruppe Gemeinde Wittbek fünf Sitze.

### Bürgermeister
Für die Wahlperiode 2023–2028 wurde Johannes Jürgensen (A-AWG) wiederholt zum Bürgermeister gewählt. Er bekleidete dieses Amt ebenfalls bereits in der Wahlperiode 2013–2018.

### Wappen
Blasonierung: „Über blauem, mit einem schmalen silbernen Wellenbalken begrenzten Schildfuß in Grün ein durchbrochener silberner Wellenbalken, oberhalb davon drei goldene Laubblätter 1,5 : 2, unterhalb ein goldener Kuhkopf in Frontansicht.“

## Wirtschaft und Infrastruktur
Das Gemeindegebiet ist größtenteils landwirtschaftlich geprägt. Darüber hinaus sind im Ort einzelne kleine Gewerbebetriebe ansässig. Die nächstgelegenen Einkaufsmöglichkeiten befinden sich in der Nachbargemeinde Ostenfeld.
Der Ausbau eines Glasfasernetzes steht kurz vor der Vollendung.

### Verkehr
Die Gemeinde lässt sich am besten im motorisierten Individualverkehr erreichen. Der dörfliche Siedlungskern liegt an der nordfriesischen Kreisstraße 143, welche von Husum nach Ostenfeld führt.
Die Gemeinde verfügt über ein gut ausgebautes Wirtschaftswegenetz, welches für Radfahrer geeignet ist. Es existiert ein Radweg zur Nachbargemeinde Ostenfeld. Ein Radweg nach Mildstedt und somit nach Husum, ist derzeit in Planung.
Eine Anbindung der Gemeinde im ÖPNV erfolgt mittels Rufbussen auf der Linie OST1: Husum–Ostenfeld–Viöl im Rufbusbereich Süd des Kreises Nordfriesland im Nahverkehrsverbund Schleswig-Holstein.

### Öffentliche Einrichtungen
Die Gemeinde Wittbek verfügt über ein Gemeindehaus mit angeschlossenem Kindergarten, Spielplatz und Sportplatz.
Ebenso verfügt das Dorf über eine freiwillige Feuerwehr mit eigenem Gerätehaus.
Der Wasserverband Treene hat in der Gemeinde seinen Hauptsitz. Er betreibt im Ortsteil Osterwittbekfeld ein Wasserwerk, das 46 Gemeinden im Umland mit Trinkwasser versorgt. Das Versorgungsgebiet reicht von der Hallig Südfall bis an die Schlei nach Borgwedel (Kreis Schleswig-Flensburg).
Vorbereitende Untersuchungen zur Erschließung des Grundwasservorkommens begannen 1961. Das Grundwasser befindet sich in einem sandigen bis kiesigen eiszeitlichen Grundwasserleiter, der bis zu 80 Meter mächtig ist.
Der Wasserverband Treene ist in Wittbek neben der Versorgung mit Trinkwasser, ebenso für die Entsorgung des Abwassers zuständig. Der Hauptort verfügt über eine Vollkanalisation. Außerhalb des Ortes wurde eine neue Kläranlage gebaut.

## Kultur und Sehenswürdigkeiten
Vor Ort sind ein Fußballverein und ein Sportverein ansässig. Der 1. FC Wittbek ist ein reiner Fußballverein und besteht seit 1983. Der TSV Ostenfeld-Wittbek-Winnert (TSV OWW) ist besonders bekannt für seine Handballsparte. Hier besteht eine Spielgemeinschaft mit dem SZ Ohrstedt.
Außerdem gibt es in Wittbek Kunst zu sehen. Die Künstlerin Solvej Krüger hat in ihrer Werkschauhütte Kunstkieken eine dauerhafte Kunstausstellung untergebracht.